# Men (Kendō)

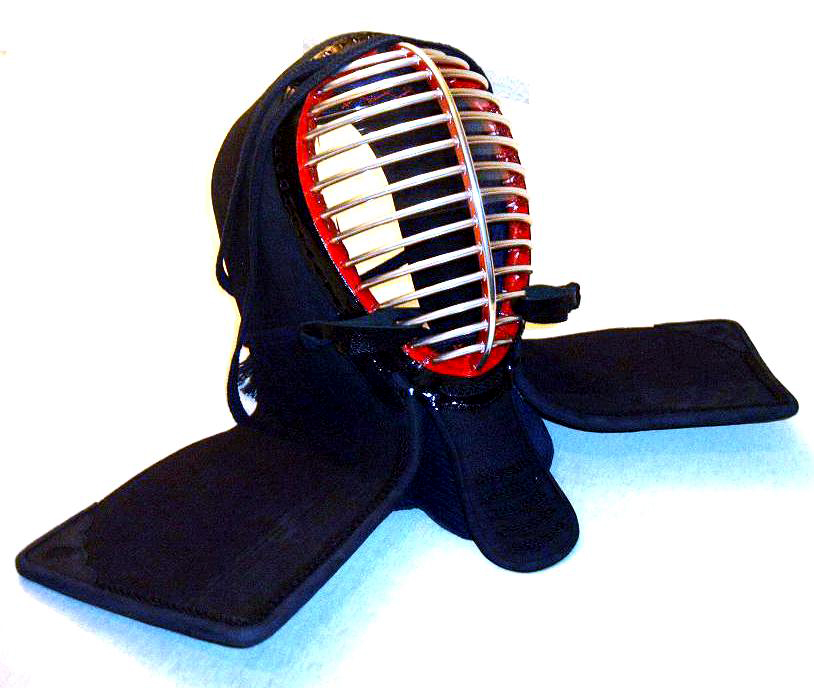
Men mit Aluminium-Mengane

Der (auch das) Men [men] (jap., 面) ist beim Kendō die Bezeichnung eines Schlags zum Kopf des Gegners, der Name der entsprechenden Trefferfläche und auch der Maske, die zu ihrem Schutz getragen wird.

## Beschreibung
Der Men stellt die wohl wichtigste Trefferfläche im Kendo dar. Auf den Men sind drei unterschiedliche Hiebe möglich: Erstens der gerade Schlag auf den Scheitel (shomen, 正面), zweitens und drittens der seitliche Schlag auf den Scheitel (sayumen, 左右面) links oder rechts (hidari, 左 bzw. migi, 右). Der einzige Stich im Kendo, der Tsuki, wird zwar auch auf einen unter dem Kinn des Men-Kopfschutzes angebrachten Kehlkopfschutz ausgeführt, zählt aber als eine eigene Trefferfläche.
Im Sinne eines Kopfschutzes ist der Men Bestandteil der Rüstung (Bōgu, 防具) und wird aus Baumwollmaterial gefertigt. Das Gesichtsgitter (Mengane) besteht typischerweise aus einer Aluminium- oder Titanlegierung. Je nach Ausführung können empfindliche Stellen des Men mit Leder überzogen sein, um die Lebensdauer zu erhöhen.
Gehalten wird der Men von den Men-Bändern (Men-Himo), die am Gesichtsgitter befestigt werden. Zur Polsterung und zur Schweißaufnahme wird unter dem Men ein Tuch aus Baumwolle getragen, das Tenugui (auch Hachimaki).